# Giro di Svizzera 1985
Il Giro di Svizzera 1985, quarantanovesima edizione della corsa, si svolse dall'11 al 20 giugno su un percorso di 1 570 km ripartiti in 9 tappe (la quinta e la nona suddivise in due semitappe ciascuna) e un cronoprologo, con partenza a Locarno e arrivo a Zurigo. Fu vinto dall'australiano Phil Anderson della Panasonic davanti agli svizzeri Niki Rüttimann e Guido Winterberg.

## Tappe
| Tappa  | Data      | Percorso                                | km   | Vincitore di tappa    | Leader cl. generale |
| ------ | --------- | --------------------------------------- | ---- | --------------------- | ------------------- |
| Prol.  | 11 giugno | Locarno > Locarno (cron. individuale)   | 6,5  | Acácio da Silva       | Acácio da Silva     |
| 1ª     | 12 giugno | Locarno > Laax                          | 147  | Guido Winterberg      | Guido Winterberg    |
| 2ª     | 13 giugno | Laax > Rüti                             | 186  | Charly Berard         | Acácio da Silva     |
| 3ª     | 14 giugno | Rüti > Jona                             | 208  | Phil Anderson         | Acácio da Silva     |
| 4ª     | 15 giugno | Berna > Oberwil                         | 175  | Eric Vanderaerden     | Acácio da Silva     |
| 5ª-1ª  | 16 giugno | Oberwil > Soletta                       | 73   | Jean-François Bernard | Acácio da Silva     |
| 5ª-2ª  | 16 giugno | Soletta > Balmberg (cron. individuale)  | 12   | Phil Anderson         | Phil Anderson       |
| 6ª     | 17 giugno | Soletta > Leukerbad                     | 249  | Rudy Matthijs         | Phil Anderson       |
| 7ª     | 18 giugno | Leukerbad > Fürigen                     | 232  | Jörg Müller           | Phil Anderson       |
| 8ª     | 19 giugno | Fürigen/Beckenried > Schwägalp          | 135  | Phil Anderson         | Phil Anderson       |
| 9ª-1ª  | 20 giugno | Appenzell > Appenzell (cron. a squadre) | 24   | Carrera-Inoxpran      | Phil Anderson       |
| 9ª-2ª  | 20 giugno | Appenzell > Zurigo                      | 123  | Urs Freuler           | Phil Anderson       |
| Totale | Totale    | Totale                                  | 1570 |                       |                     |

## Dettagli delle tappe

### Prologo
- 11 giugno: Locarno > Locarno (cron. individuale) – 6,5 km

| Pos. | Corridore         | Squadra   | Tempo |
| ---- | ----------------- | --------- | ----- |
| 1    | Acácio da Silva   | Malvor    | 8'27" |
| 2    | Daniel Wyder      | Cilo      | s.t.  |
| 3    | Eric Vanderaerden | Panasonic | a 1"  |

| Pos. | Corridore         | Squadra   | Tempo |
| ---- | ----------------- | --------- | ----- |
| 1    | Acácio da Silva   | Malvor    | 8'27" |
| 2    | Daniel Wyder      | Cilo      | s.t.  |
| 3    | Eric Vanderaerden | Panasonic | a 1"  |

### 1ª tappa
- 12 giugno: Locarno > Laax – 147 km

| Pos. | Corridore        | Squadra       | Tempo    |
| ---- | ---------------- | ------------- | -------- |
| 1    | Guido Winterberg | La Vie Claire | 3h38'09" |
| 2    | Acácio da Silva  | Malvor        | a 59"    |
| 3    | Phil Anderson    | Panasonic     | s.t.     |

| Pos. | Corridore             | Squadra       | Tempo    |
| ---- | --------------------- | ------------- | -------- |
| 1    | Guido Winterberg      | La Vie Claire | 3h46'48" |
| 2    | Acácio da Silva       | Malvor        | a 47"    |
| 3    | Jean-François Bernard | La Vie Claire | a 53"    |

### 2ª tappa
- 13 giugno: Laax > Rüti – 186 km

| Pos. | Corridore            | Squadra       | Tempo    |
| ---- | -------------------- | ------------- | -------- |
| 1    | Charly Berard        | La Vie Claire | 4h27'40" |
| 2    | Luciano Loro         | Del Tongo     | a 4"     |
| 3    | Jean-Claude Leclercq | Skil          | s.t.     |

| Pos. | Corridore        | Squadra       | Tempo    |
| ---- | ---------------- | ------------- | -------- |
| 1    | Acácio da Silva  | Malvor        | 8h15'21" |
| 2    | Guido Winterberg | La Vie Claire | a 7"     |
| 3    | Charly Berard    | La Vie Claire | a 8"     |

### 3ª tappa
- 14 giugno: Rüti > Jona – 208 km

| Pos. | Corridore       | Squadra       | Tempo    |
| ---- | --------------- | ------------- | -------- |
| 1    | Phil Anderson   | Panasonic     | 5h14'49" |
| 2    | Bruno Cornillet | La Vie Claire | a 8"     |
| 3    | Stefano Colagè  | Dromedario    | s.t.     |

| Pos. | Corridore        | Squadra       | Tempo     |
| ---- | ---------------- | ------------- | --------- |
| 1    | Acácio da Silva  | Malvor        | 13h30'18" |
| 2    | Phil Anderson    | Panasonic     | a 4"      |
| 3    | Guido Winterberg | La Vie Claire | a 7"      |

### 4ª tappa
- 15 giugno: Berna > Oberwil – 175 km

| Pos. | Corridore         | Squadra      | Tempo    |
| ---- | ----------------- | ------------ | -------- |
| 1    | Eric Vanderaerden | Panasonic    | 4h16'30" |
| 2    | Phil Anderson     | Panasonic    | s.t.     |
| 3    | Benny Van Brabant | Tonissteiner | s.t.     |

| Pos. | Corridore        | Squadra       | Tempo     |
| ---- | ---------------- | ------------- | --------- |
| 1    | Acácio da Silva  | Malvor        | 17h46'48" |
| 2    | Phil Anderson    | Panasonic     | a 4"      |
| 3    | Guido Winterberg | La Vie Claire | a 7"      |

### 5ª tappa - 1ª semitappa
- 16 giugno: Oberwil > Soletta – 73 km

| Pos. | Corridore             | Squadra       | Tempo    |
| ---- | --------------------- | ------------- | -------- |
| 1    | Jean-François Bernard | La Vie Claire | 1h53'32" |
| 2    | Benny Van Brabant     | Tonissteiner  | a 52"    |
| 3    | Rolf Gölz             | Del Tongo     | s.t.     |

| Pos. | Corridore        | Squadra       | Tempo     |
| ---- | ---------------- | ------------- | --------- |
| 1    | Acácio da Silva  | Malvor        | 19h41'18" |
| 2    | Phil Anderson    | Panasonic     | a 4"      |
| 3    | Guido Winterberg | La Vie Claire | a 7"      |

### 5ª tappa - 2ª semitappa
- 16 giugno: Soletta > Balmberg (cron. individuale) – 12 km

| Pos. | Corridore        | Squadra       | Tempo  |
| ---- | ---------------- | ------------- | ------ |
| 1    | Phil Anderson    | Panasonic     | 26'39" |
| 2    | Niki Rüttimann   | La Vie Claire | a 7"   |
| 3    | Guido Winterberg | La Vie Claire | a 19"  |

| Pos. | Corridore        | Squadra       | Tempo     |
| ---- | ---------------- | ------------- | --------- |
| 1    | Phil Anderson    | Panasonic     | 20h08'01" |
| 2    | Guido Winterberg | La Vie Claire | a 21"     |
| 3    | Niki Rüttimann   | La Vie Claire | a 27"     |

### 6ª tappa
- 17 giugno: Soletta > Leukerbad – 249 km

| Pos. | Corridore      | Squadra   | Tempo    |
| ---- | -------------- | --------- | -------- |
| 1    | Rudy Matthijs  | Hitachi   | 6h21'11" |
| 2    | Michel Dernies | Lotto     | a 8'34"  |
| 3    | Phil Anderson  | Panasonic | a 9'34"  |

| Pos. | Corridore        | Squadra       | Tempo     |
| ---- | ---------------- | ------------- | --------- |
| 1    | Phil Anderson    | Panasonic     | 26h38'46" |
| 2    | Guido Winterberg | La Vie Claire | a 21"     |
| 3    | Niki Rüttimann   | La Vie Claire | a 27"     |

### 7ª tappa
- 18 giugno: Leukerbad > Fürigen – 232 km

| Pos. | Corridore       | Squadra   | Tempo    |
| ---- | --------------- | --------- | -------- |
| 1    | Jörg Müller     | Skil      | 6h28'30" |
| 2    | Phil Anderson   | Panasonic | a 27"    |
| 3    | Acácio da Silva | Malvor    | s.t.     |

| Pos. | Corridore        | Squadra       | Tempo     |
| ---- | ---------------- | ------------- | --------- |
| 1    | Phil Anderson    | Panasonic     | 33h07'43" |
| 2    | Guido Winterberg | La Vie Claire | a 21"     |
| 3    | Niki Rüttimann   | La Vie Claire | a 27"     |

### 8ª tappa
- 19 giugno: Fürigen/Beckenried > Schwägalp – 135 km

| Pos. | Corridore      | Squadra       | Tempo    |
| ---- | -------------- | ------------- | -------- |
| 1    | Phil Anderson  | Panasonic     | 3h38'53" |
| 2    | Niki Rüttimann | La Vie Claire | a 1"     |
| 3    | Paul Wellens   | Tonissteiner  | a 23"    |

| Pos. | Corridore        | Squadra       | Tempo     |
| ---- | ---------------- | ------------- | --------- |
| 1    | Phil Anderson    | Panasonic     | 36h46'36" |
| 2    | Niki Rüttimann   | La Vie Claire | a 28"     |
| 3    | Guido Winterberg | La Vie Claire | a 46"     |

### 9ª tappa - 1ª semitappa
- 20 giugno: Appenzell > Appenzell (cron. a squadre) – 24 km

| Pos. | Squadra           | Tempo  |
| ---- | ----------------- | ------ |
| 1    | Carrera-Inoxpran  | 31'11" |
| 2    | Panasonic         | a 4"   |
| 3    | Skil-SEM-KAS-Miko | a 7"   |

| Pos. | Corridore        | Squadra       | Tempo     |
| ---- | ---------------- | ------------- | --------- |
| 1    | Phil Anderson    | Panasonic     | 37h17'51" |
| 2    | Niki Rüttimann   | La Vie Claire | a 42"     |
| 3    | Guido Winterberg | La Vie Claire | a 1'00"   |

### 9ª tappa - 2ª semitappa
- 20 giugno: Appenzell > Zurigo – 123 km

| Pos. | Corridore         | Squadra   | Tempo    |
| ---- | ----------------- | --------- | -------- |
| 1    | Urs Freuler       | Atala     | 3h29'52" |
| 2    | Eric Vanderaerden | Panasonic | s.t.     |
| 3    | Eric McKenzie     | Lotto     | s.t.     |

| Pos. | Corridore        | Squadra       | Tempo     |
| ---- | ---------------- | ------------- | --------- |
| 1    | Phil Anderson    | Panasonic     | 40h47'43" |
| 2    | Niki Rüttimann   | La Vie Claire | a 42"     |
| 3    | Guido Winterberg | La Vie Claire | a 1'00"   |

## Classifiche finali

### Classifica generale
| Pos. | Corridore        | Squadra                     | Tempo     |
| ---- | ---------------- | --------------------------- | --------- |
| 1    | Phil Anderson    | Panasonic                   | 40h47'43" |
| 2    | Niki Rüttimann   | La Vie Claire Wonder-Radar  | a 42"     |
| 3    | Guido Winterberg | La Vie Claire Wonder-Radar  | a 1'00"   |
| 4    | Sean Kelly       | Skil-SEM-KAS-Miko           | a 1'19"   |
| 5    | Beat Breu        | Carrera-Inoxpran            | a 1'30"   |
| 6    | Hubert Seiz      | Cilo-Aufina-Magniflex       | a 2'13"   |
| 7    | Peter Winnen     | Panasonic                   | a 2'26"   |
| 8    | Acácio da Silva  | Malvor-Bottecchia-Vaporella | a 2'53"   |
| 9    | Marco Vitali     | Del Tongo-Colnago           | a 2'56"   |
| 10   | Jörg Müller      | Skil-SEM-KAS-Miko           | a 3'30"   |